# اریک اوونز (بازیکن تنیس روی میز)

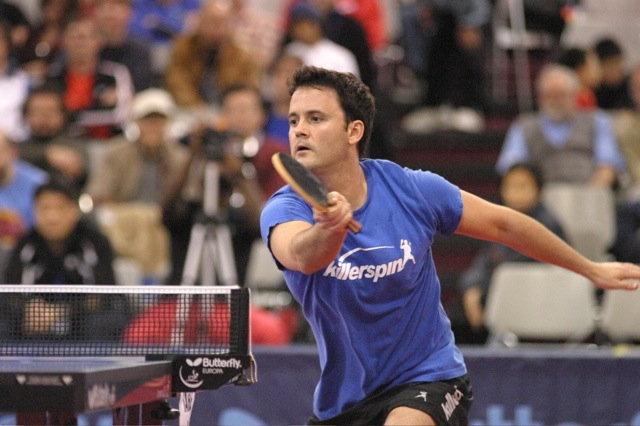
اریک اوونز در سال ۲۰۰۸

اریک اوونز (انگلیسی: Eric Owens؛ زادهٔ) یک بازیکن تنیس روی میز اهل ایالات متحده آمریکا است.